# Маселковиці
Маселковиці (пол. Masełkowice) — село в Польщі, у гміні Нехлюв Ґуровського повіту Нижньосілезького воєводства.
Населення — 65 осіб (2011).
У 1975-1998 роках село належало до Лешненського воєводства.

## Демографія
Демографічна структура станом на 31 березня 2011 року:
|          | Загалом | Допрацездатний вік | Працездатний вік | Постпрацездатний вік |
| -------- | ------- | ------------------ | ---------------- | -------------------- |
| Чоловіки | 31      | 9                  | 21               | 1                    |
| Жінки    | 34      | 12                 | 13               | 9                    |
| Разом    | 65      | 21                 | 34               | 10                   |